# Williamsville (Illinois)
Williamsville es una villa ubicada en el condado de Sangamon en el estado estadounidense de Illinois. En el Censo de 2010 tenía una población de 1476 habitantes y una densidad poblacional de 451,93 personas por km².

## Geografía
Williamsville se encuentra ubicada en las coordenadas 39°57′6″N 89°33′3″O / 39.95167, -89.55083. Según la Oficina del Censo de los Estados Unidos, Williamsville tiene una superficie total de 3.27 km², de la cual 3.27 km² corresponden a tierra firme y (0%) 0 km² es agua.

## Demografía
Según el censo de 2010, había 1476 personas residiendo en Williamsville. La densidad de población era de 451,93 hab./km². De los 1476 habitantes, Williamsville estaba compuesto por el 98.58% blancos, el 0.2% eran afroamericanos, el 0.2% eran amerindios, el 0.2% eran asiáticos, el 0.07% eran isleños del Pacífico, el 0.07% eran de otras razas y el 0.68% pertenecían a dos o más razas. Del total de la población el 0.75% eran hispanos o latinos de cualquier raza.